# Голенко, Майя Фёдоровна
Майя Фёдоровна Голе́нко (1940—1993) — советская украинская бандуристка, певица (лирико-колоратурное сопрано).

## Биография
Родилась 19 мая 1940 года в деревне Котовка (ныне Магдалиновский район, Днепропетровская область, Украина). В 1971 году окончила КГК имени П. И. Чайковского (преподаватели  — Сергей Баштан, Д. И. Петриненко).
В 1961—1993 годах выступала в составе трио бандуристок (вместе с Тамарой Гриценко и Ниной Писаренко).

## Награды и премии
- Государственная премия УССР имени Т. Г. Шевченко (1975) — за концертные программы (1973—1974)
- народная артистка УССР (1990)

## Источник
- Мистецтво України : Біографічний довідник (укр.) / упоряд.: А. В. Кудрицький, М. Г. Лабінський ; за ред. А. В. Кудрицького. — К. : «Українська енциклопедія» ім. М. П. Бажана, 1997. — 700 с. — ISBN 5-88500-071-9.М. Г. Лабінський. За ред. А. В. Кудрицького. — К.: «Українська енциклопедія» ім. М. П. Бажана, 1997. — 700 с. — ISBN 5-88500-071-9. — С. 160.